# Cafayate (departement)
Cafayate is een departement in de Argentijnse provincie Salta. Het departement (Spaans:  departamento) heeft een oppervlakte van 1.570 km² en telt 11.785 inwoners.

## Plaatsen in departement Cafayate
- Cafayate
- Las Conchas
- Santa Barbara
- Tolombón